# Гней Фулвий Флак
Гней Фулвий Флак (на латински: Gnaeus Fulvius Flaccus) e политик на Римската република през 3 век пр.н.е.
Той е син на Марк Фулвий Флак (консул 264 пр.н.е.) и по-малкия брат на Квинт Фулвий Флак (четири пъти консул). Женен е за Кварта Хостилия и е баща на Квинт Фулвий Флак (суфектконсул 180 пр.н.е.) и вероятно на Гней Фулвий (претор 190 пр.н.е.).
През 212 пр.н.е., когато брат му е за трети път консул, Гней става претор и главнокомандващ на войската в Апулия.